# تشانج آه 3
تشانج آه-3 هي مهمة استكشاف قمرية تجريها إدارة الفضاء الوطنية الصينية، تتضمن المهمة جهاز هبوط آلي وعربة فضائية. أطلقت تشانج آه-3 بنجاح في 1 ديسمبر 2013 من مركز شيتشانج لإطلاق الأقمار الصناعية. تمثل المهمة جزءًا من المرحلة الثانية في البرنامج الصيني لاستكشاف القمر. تتضمن هذه الرحلة العربة الفضائية الأولى للصين، وصلت إلى المدار القمري في 6 ديسمبر 2013، وهبطت على سطح القمر في 14 ديسمبر في 13:12 بالتوقيت العالمي الموحد. وهي بذلك تكون أول مركبة فضائية تجري هبوطًا ناعمًا - هبوطًا لا يؤدي إلى تدمير المركبة الهابطة - على القمر منذ مركبة الفضاء السوفيتية لونا 24 التي نفذت مهمتها في 1976.
سميت المهمة باسم تشانج، إلهة القمر في الميثولوجيا الصينية، وهي لاحقة لمسباري تشانج آه-1 وتشانج آه-2. وسميت المركبة القمرية باسم يويتو، أرنب اليشم، وهو اسم اختير عبر استفتاء على الإنترنت، ويأتي من أسطورة صينية عن أرنب أبيض يعيش على القمر.

## تاريخ
المسبار القمري الأول للصين كان تشانج آه-1 الذي أطلق في 24 أكتوبر، 2007 من قاعدة شيتشانج للأقمار الصناعية، ودخل المدار القمري في 5 نوفمبر. عمل المسبار حتى 1 مارس 2009، حيث تقرر صدمه عن عمد بسطح القمر. البيانات التي جمعها تشانج آه-1 ساعدت في رسم خريطة ثلاثية الأبعاد للقمر مما ساعد في اختيار موقع هبوط تشانج آه-3.
أطلق تشانج آه-2 في 1 أكتوبر 2010 لإجراء أبحاث من مدار يبعد 100 كم عن سطح القمر، تحضيرًا لهبوط تشانج-3 الناعم. كان تشانج-2 مشابهًا في تصميمه لتشانج آه-1 لكنه كان مزودًا بمعدات مطورة قدمت صورًا أعلى وضوحًا لسطح القمر لتساعد في تخطيط مهمة تشانج آه-3. في 2012، سُير تشانج آه-2 في مهمة مددة إلى النيزك تاوتس 4179.
في مارس 2012، بدأت الصين تصنيع جسم وحمولة مركبة هبوط تشانج آه-3، والتي ستعمل على إجراء دراسات للفضاء وسطح القمر على نحو مستقل من العربة الفضائية الجوالة.
مثل رحلات السالفة له، تعد مهمة تشانج آه-3 جزءًا من مهمات آلية مستقبلية لاستكشاف القمر، حيث هناك تشانج آه-5، وهي مهمة من المقرر فيها إعادة عينة من سطح القمر إلى الأرض، ومخطط إطلاقها في 2017-2018.

## البعثة
أطلق المسبار الفضائي تشانغ إي-3 على متن صاروخ حامل من نوع المارش الطويل بي-3 في يوم 1 ديسمبر 2013 من مركز الفضاء الصيني كسيشانغ . بدأت الرحلة بدورات حول الأرض.
بعد مضي 20 دقيقة بعد الانطلاق انفصل المسبار عن الصاروخ. ومن المدار حول الأرض بدأ المسبار يدخل في مدار ينقله إلى القمر. 
. وبدأ في يوم 6 ديسمبر الانتقال إلى مدار حول القمر 
 وعدّل المدار بتحكم من الأرض ثلاثة مرات ـ ثم أجريت عملية كبح حيث اتخذ فيها المسبار مدارا دائريا حول القمر على ارتفاع 100 كيلومتر. بعده بدأت عملية تنزيل للمدار حتى أصبحت أقرب نقطة للمدار حول القمر على ارتفاع 15 كيلومتر من سطح القمر. ثم بدأت مناورة الكبح لكي تهبط تـشانغ إي-3 بسلام على سطح القمر. 
.

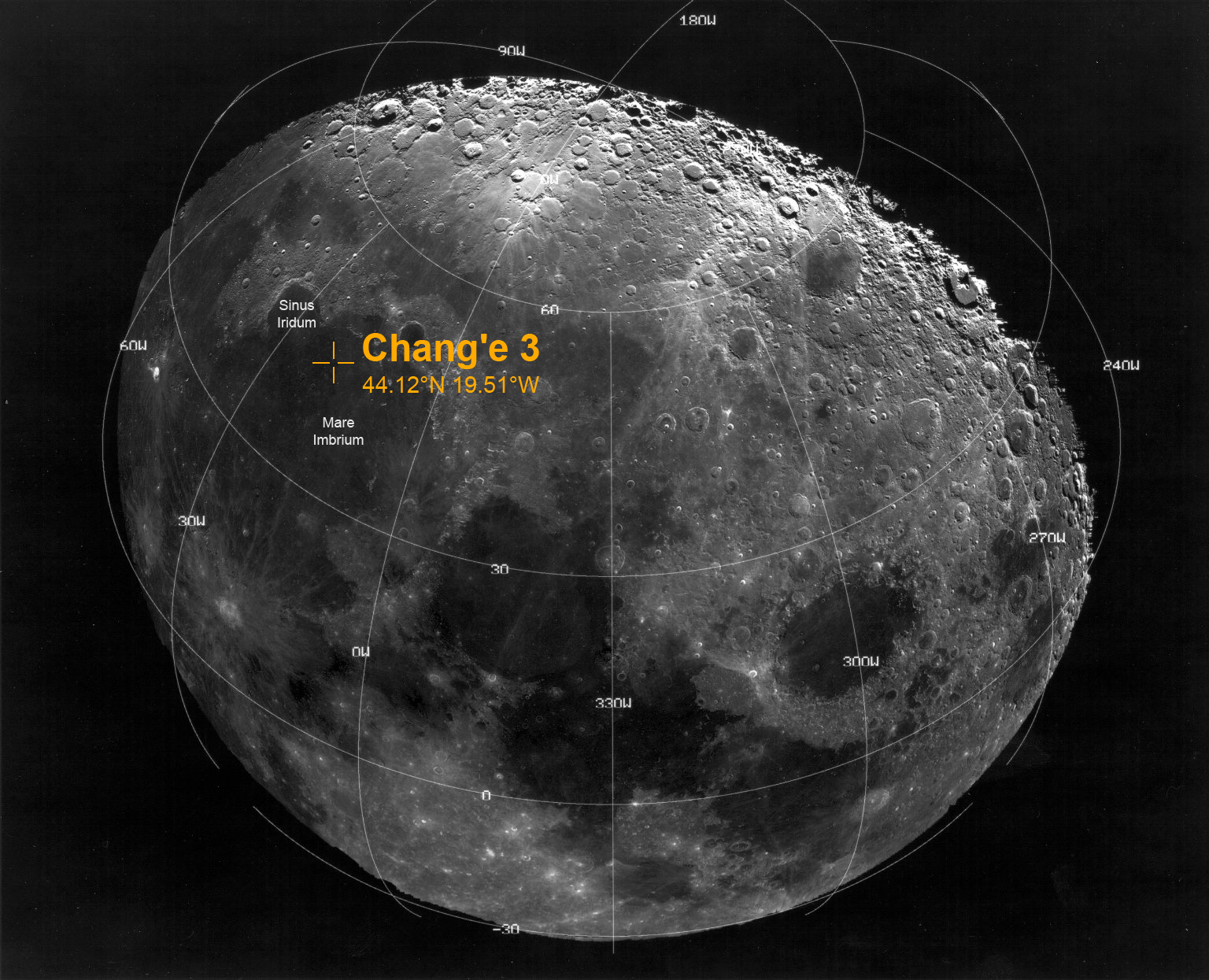
صورة من القمر الصناعي جاليليو للقمر توضح موقع هبوط Chang’e-3

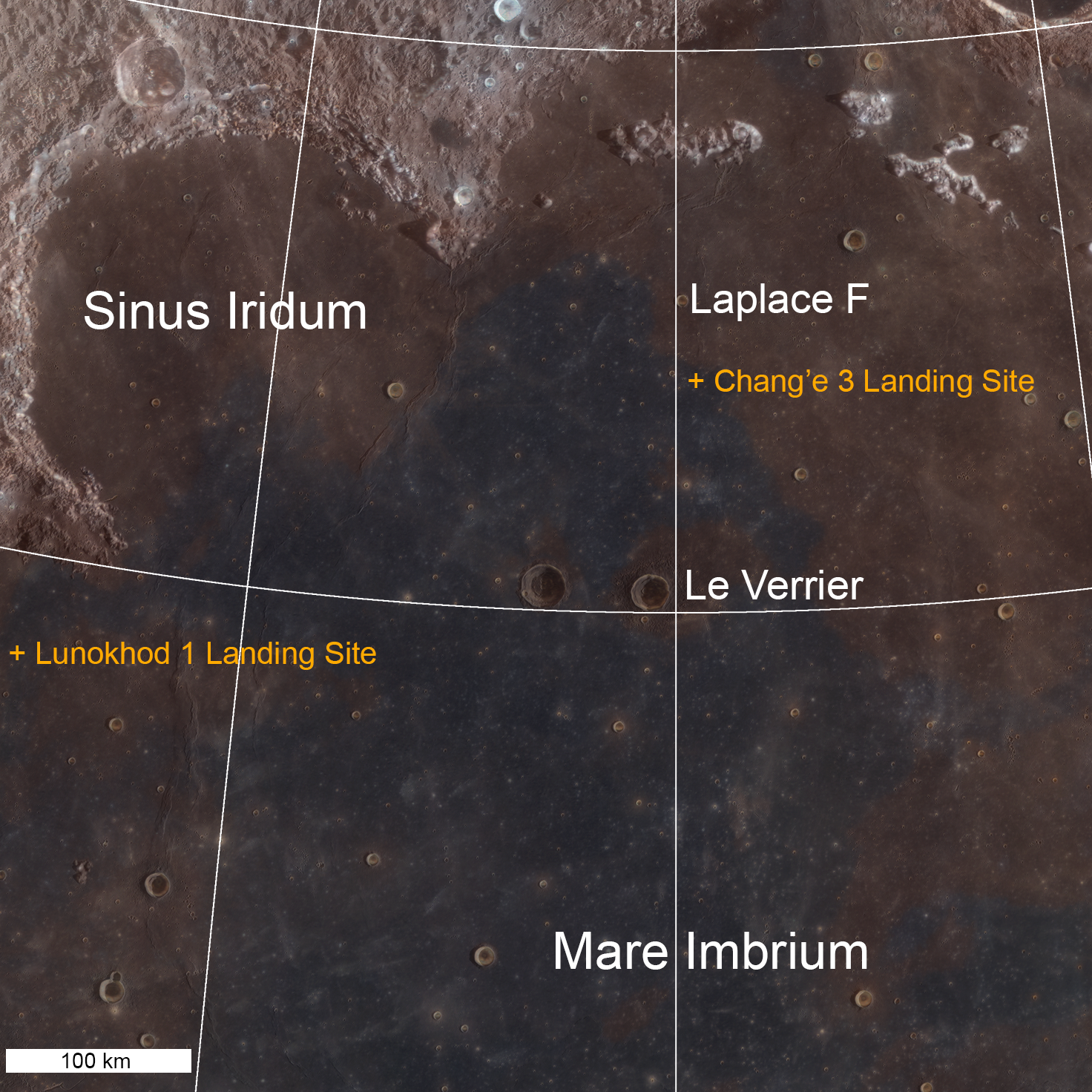
صورة من مدار منخفض حول القمر توضح موقع هبوط تشانغ إي-3 في مكان بين منطقتي بازلت فاتح اللون وبازلت غامق.

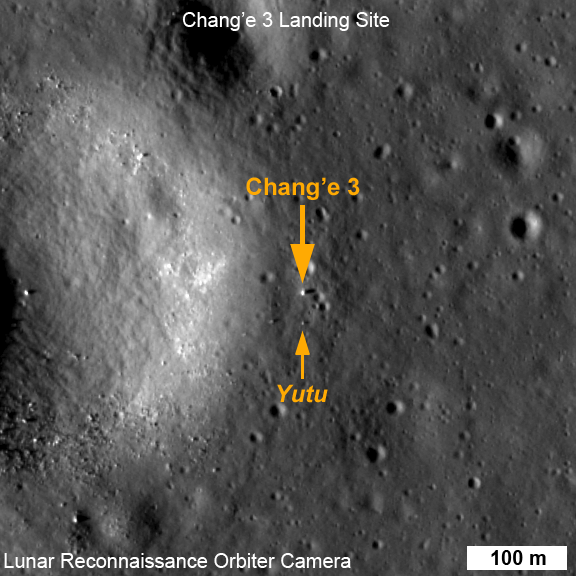
صورة من مدار منخفض التقطت في يوم 25 ديسمبر وتبين مركبة الإنزال تشانغ إي-3 (السهم الكبير) والمتجول (السهم القصير)

تم الهبوط بنجاح في يوم 14 ديسمبر في تمام الساعة 13:11:18 توقيت عالمي منسق, ، وكان ذلك خلال دورة مبكرة مما جعل موقع الهبوط منزاحا عن المخطط بنحو 250 كيلومتر شرق منطقة زينوس إريدوم Sinus Iridum
(بحر الأمطار) عند الخطوط الجغرافية للقمر 44,115° شمالا 19,515° غربا. وسجلت صور أثناء الهبوط.
بعد ذلك بستة ساعات غادر المتجول «يوتو» (وتبلغ كتلته 140 كيلوغرام)  المركبة الفضائية  تشانغ إي-3 عن طريق مدرج مائل . 
لتزويد المركبتان بالطاقة فقد حملت نشانغ إي-3 بطارية نظائر مشعة وتساندها ألواح شمسية تعمل أثناء النهار.  أما المسبار المتجول فكان يحمل ألواحا شمسية فقط تكفي لعمل أجهزته ، فكان يعمل أثناء النهار على القمر ويبطل العمل ليلا حيث ينقطع عنه ضوء الشمس. ولكن كان عليه وحدة تدفئة تعمل بمواد مشعة بغرض التدفئة ليلا حتى لا يصيب أجهزته العطل.
بغرض الحصول على الإشارات والمعلومات على مدار اليوم إلى الأرض استعانت الصين بهوائيات إيسا الوكالة الأوروبية لبحوث الفضاء ، حيث لها مراكز استقبال ESTRACK متعددة في بلاد مختلفة على الأرض . كان الاتصال يتم لاسلكيا بين يوتو ومركبة الفضاء تشانغ إي-3 ثم إلى الأرض ، وبالعكس عند إرسال توجيهات من الأرض إلى مركبة الفضاء أو المسبار يوتو.
بدأ جهاز مطياف الأشعة السينية الموجود على المتجول «يوتو» ، بغرض تعيين التركيب الكيميائي لأرضية سطح القمر. هذا المطياف الذي يعمل بأشعة إكس وأشعة ألفا يمكنه تعيين نسب المواد المختلفة الموجودة في صخور و أتربة القمر عن طريق تحليل أشعة إكس الفلورية و التحفيز لإشعاع أشعة إكس بواسطة جسيمات    (PIXE).
في يوم 27 يناير حدث خلل في الاتصال اللاسلكي بالمتجول مما كان سيهدد عمليات البعثة. 
وبعد محاولات تعديلية من الأرض عاد يوتو يرسل اشاراته في يوم 10 مارس 2014 (بعد الليلة  الثالثة على القمر) .

وفي أمسية 3 أغسطس 2016  ودّع يوتو المركز على الأرض وأنهى عمله . وعلى الرغم من أنه كان مصمما ليعمل لمدة ثلاثة أشهر فقد أجرى فحوصاتها على القمر لمدة 31 شهر.

## النتائج
قطع المسبار المتجول يوتو على سطح القمر مسافة 114 متر . 
 
وطبقا للمعلومات التي أرسلها إلى الأرض عن ما قام به من فحوصات ، فعلى القمر طبقة 
حطام صخري أمكن للرادار تخللها تقدر بثلاثة أمتار ، وطبقة بسمك بين 41 إلى 46 من صخر البازلت تحتو على نسبة كبيرة من أكسيد التيتانيوم. وتوجد تحتها طبقة  بعمق 140 متر طبقة من البازلت ثانية ذات تكوين كيميائي آخر. كما أمكن بواسطة المطياف APX الكشف عن عناصر  المنغنيز والألمونيوم والسليكون والبوتاسيوم والكالسيوم ونسب قليلة من عناصر أخرى .
أطلق على منطقة الهبوط في يوم 5 أكتوبر اسما رسميا  Guang Han Gong, وهو يشير إلى «قصر القمر» طبقا للأساطير الصينينة ، ذلك القصر الذي كانت تعيش فيه الإلهة  تشانغ إي  و يوتو.
جنت البعثة علاوة على ذلك نحو 35 غيغابايت من الصور وقد قامت الصين بنشرها. 

## وصلات خارجية
- تشانغ أه-3: استكشاف القمر. تلفزيون الصين المركزي بالعربية.
- انطلاق المسبار القمري الصيني تشانغ اه-3. مجموعة صور، تلفزيون الصين المركزي بالعربية.